# 上西貞一

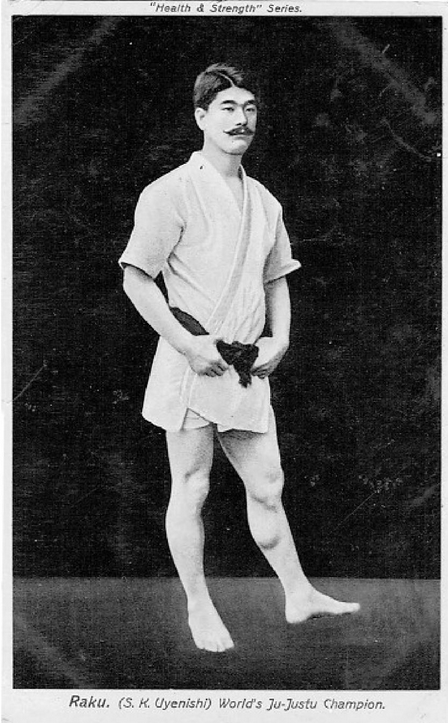
上西貞一

上西 貞一（うえにし さだかず、1880年 - ?）は日本の柔術家である。20世紀初頭の英国で活躍した人物で、国外で柔術を教えたり、試合を行ったりした最初期の柔術家のひとりである。

## 武術の習得まで
上西貞一は1880年、おそらく現在の大阪府で生まれた。上西の父は剣術、馬術、水泳、相撲などに秀でた人物であり、上西が最初に習得した武術は剣術であった。上西が武道での身を立てることを考えていたため、父は息子に柔術を習うようすすめ、上西は地元の道場に入った。本人のインタビューによると、上西は半田弥太郎の道場で柔術を学んだということである。天神真楊流を身につけ、嘉納治五郎とも面識があったのではないかと考えられている。上西は十代のうちに柔術の試合で何度か勝ちをおさめたという。また、上西は六尺棒・半棒術についても長けていた。

## イングランド

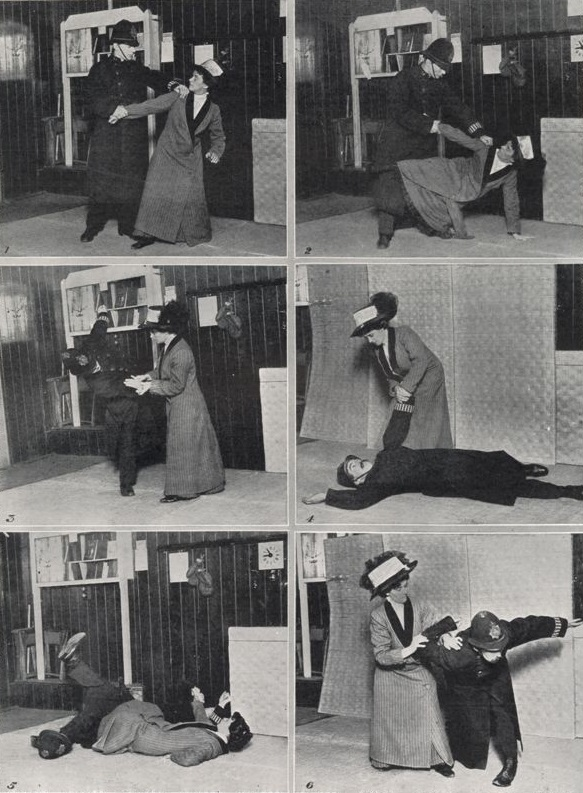
弟子のエディス・ガルド（:en:Edith Garrud）による警察での試技。1910年。グルドは夫婦で上西に師事し、イギリス初の女性柔術教師となった

1900年、20歳になった上西は折衷的な武術であるバーティツの創始者であるエドワード・ウィリアム・バートン＝ライトに招かれてロンドンに渡った。ロンドンに到着してすぐ、上西はシャフツベリー・アベニューにあるバートン＝ライトのバーティツクラブで、同じく日本をあとにしてきた柔術家の谷幸雄に会った。谷と上西はバートン＝ライトがプロモーションした試合で自分たちよりもかなり大柄な相手を巧妙に打ち負かすようになり、プロの武道家として名をあげ始めた。この頃の谷と上西はミュージックホールなどのイベントで賞金のかかった試合に出場することで生計を立てていたと考えられている。ミュージックホールなどで行われる試合には見世物的な側面が強くあり、上西は15分で6人の相手を打ち負かすなどという派手な試合も行っていたという。
バーティツクラブが1902年頃に閉鎖され、上西と谷はこの頃、おそらくは給与の問題でバートン＝ライトと袂を分かった。この頃の谷と上西のマネージャーは、のちにJu-Jitsu: What It Really Isを著すウィリアム・バンキアーがつとめていた。上西はプロの武道家として活動を続ける一方、バーティツクラブでかつて同僚であったピエール・ヴィニーが作った護身術教室で柔術のクラスを教えるようになった。上西は評判の良い教師で、1903年までにはピカデリー・サーカスのゴードン・スクエア31番に自分の道場である「日本式護身術学校」(the School of Japanese Self Defence)をはじめることができた。上西はエドワード朝ロンドンの社会に馴染んで暮らし、スタイリッシュなファッションセンスに紳士らしい振る舞いをするエキゾティックで個性的な人物であった為、メディアからも注目された。1905年に日本が日露戦争に勝利したことなどもあってエドワード朝の人々は日本の武術に興味を示すようになったこともあり上西のキャリアは上向きになった。
1905年、弟子であるE・H・ネルソンの助けで、プロの武道家としての別名「ラク」("Raku")として『柔術の教科書』(Text-Book of Ju-Jutsu)を執筆した。この本は参考書として人気を集めた。
3年後、副業として試合も続けつつ、上西はオールダーショット軍学校とショーンクリフ・アーミー・キャンプで近接格闘術の教師として働くことになった。

## 日本への帰国と死
1908年の末に上西は日本に帰国した。ゴードン・スクエアの教室は弟子の中から熟達した柔術家であったウィリアム・ガラッドにまかせた。帰国以降の上西の暮らしぶりはよくわかっていない。しかしながら英国の柔術専門家であるパーシー・ロングハーストが第二次世界大戦直後に書いた『柔術の教科書』第9版用の上西の伝記によると、上西は「数年前に亡くなった」となっている。

## 死後の影響
上西の弟子として直接影響を受けた著名な人物としてはウィリアム・ガラッドがおり、1914年にガラッドが刊行したThe Complete Jujitsuanは柔術に関する標準的な参考書となった。
上西は女性の弟子をとっており、中には武道家として後世に名を残した者もいる。上西の弟子でウィリアム・ガラッドの妻であったイーディス・マーガレット・ガラッドは、夫が上西から受け継いだ道場で女性や子どもを教え、戦闘的な女性参政権運動家たちに柔術を教えるクラスを作った。また別の弟子であるエミリー・ダイアナ・ワッツは1906年の著書 The Fine Art of Jujitsuで講道館柔道形を初めて英語で書き記した。
小泉軍治は上西の教室で教えていたことがある。
現在、イギリスで稼働している柔道や柔術のクラブには上西貞一の弟子まで素性をたどれるものもある。